# Provinsen Liaodong
Liaodong, eller Liaotung, var en provins i nordöstra Kina som etablerades av Folkrepubliken Kinas regering 1949 och då man slog samman Andong-provinsen med delar ur Liaoning. Liaodong upplöstes dock redan 1954, då den förenades med Liaoxi i den återupprättade Liaoning-provinsen.

## Källa
- Xiuzhen Zhonghua renmin gongheguo fesheng jitu (Beijing: Yaguang yudi xueshe chuban, 1950).